# Aguilafuente
Aguilafuente è un comune spagnolo di 814 abitanti situato nella comunità autonoma di Castiglia e León.

## Collegamenti esterni

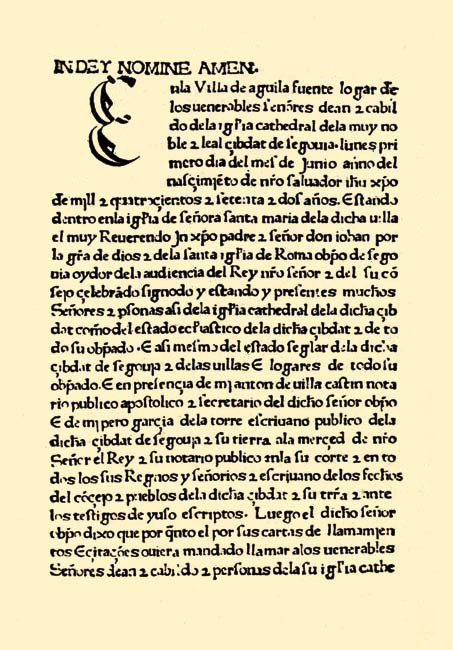
Sinodal de Aguilafuente (Juan Párix, 1472).